# ميخائيل كيسي
ميخائيل كيسي (بالإنجليزية: Michael Casey)‏ هو شاعر أمريكي، ولد في 1947.